# Presspahn
Presspahn is de naam van een Brits bedrijf, gevestigd in Bradford. Het bedrijf fabriceert en levert isolatiemiddelen voor de elektrotechnische industrie uit kunststof, mica, papier en dergelijke.
De merknaam presspahn is overgegaan op een door het bedrijf in het eerste decennium van de 20e eeuw ontwikkeld isolatiepapier voor transformatoren en elektrolytische condensatoren. Het bestaat uit onder hoge druk samengeperst papier of karton. Dit papier wordt geïmpregneerd met de transformatorolie. In het Nederlands wordt dit ook als presspan geschreven. Dit materiaal wordt nog steeds toegepast en wordt tegenwoordig door diverse firma's geleverd.
Het materiaal is verwant aan pertinax.